# 이담지
이담지(李湛之, 생몰연대 미상)는 고려 때의 문장가다. 본관은 경주, 자(字)는 청경(淸卿)이다. 이중약의 손자이자 이윤수의 아들이다.

## 가계
할아버지 이중약은 한안인의 사위로 이자겸의 모함 때문에 장인과 함께 죽임을 당했고, 아버지 이윤수는 누군가가 아버지와 남적(南賊)이 함께 역모를 꾀했다고 무고해서 지방관(거제현령)으로 쫓겨났다.

## 이력
무신정변이 일어났을 때 피신했다가 돌아와 과거에 급제했고, 이후 1199년(신종 2년)에는 유원(留院)을 지냈다. 이인로, 오세재 등과 함께 강좌칠현 중의 한 사람으로 이규보에 따르면, 주필(走筆)의 창안자라 한다.

## 성격
《보한집》에 따르면 그는 술을 마시면 절제하지 못했다고 한다.